# Diplophryxus kempi
Diplophryxus kempi är en kräftdjursart som beskrevs av Goverdhan Lal Chopra 1930. Diplophryxus kempi ingår i släktet Diplophryxus och familjen Bopyridae. Inga underarter finns listade i Catalogue of Life.